# Yuri Bosco
Yuri Ivanovich Bosco (en ruso: Ю́рий Ива́нович Боско (1 de septiembre de 1930 - 4 de febrero de 2019) fue un artista ruso, un Artista de Honor de la RSFSR (1963) y un Artista Popular de la Federación Rusa (2006).

## Biografía
Bosco nació el 24 de septiembre de 1930 en Samarcanda. Su madre, Catherine (né Klimushkin) nació en Samara, su padre (cuyo nombre original era Bosc antes de que se lo extendiera a Bosco) nació en San Petersburgo. El padre de Yuri Bosco murió cuando Yuri era un niño, y su madre los trasladó a Samara (en ese momento se llamaba Kuybyshev). Con la invasión alemana de Rusia en 1941, la madre de Bosco lo envió a vivir con su hermana en Samarcanda. Allí sus primeros dibujos mostraron talento y su tía lo inscribió en la escuela de arte.
Más tarde estudió en Tashkent y Moscú. En 1956 se graduó en la Academia de Arte e Industria de Leningrado (nombrada en ese momento, en honor a la escultora Trabajadora y Kolkhoz Woman, de Vera Mukhina, a menudo como la Academia Mukhina durante este tiempo) con títulos en Monumentos y Pintura Decorativa. 
Bosco fue admitido en la Unión de Artistas Rusos y fue elegido presidente de la organización de Volgogrado, y fue elegido para los consejos de la Unión de Artistas Rusos y la Unión de Artistas Soviéticos. A pesar de este reconocimiento, eligió no mudarse a la capital sino permanecer en el Volga, viviendo y trabajando en Volgogrado, Samara y Tolyatti, donde ejecutó sus obras más famosas, aunque finalmente se mudó a Moscú para trabajar y enseñar en 1978.
Bosco pintó muchas obras realistas, algunas de las cuales se reprodujeron ampliamente en la URSS, como "Workday Life at the Volga Hydroelectric Station", "Above the Volga", "The Volzanka" y "The Common People". 
Los trabajos monumentales de Bosco incluyen:
- Prometeo , una gran escultura de bajorrelieve en el lado del Palacio de la Cultura en Tolyatti .  Con fecha de 1975, mide 11 metros (36,1 pies)   por 14,5 metros (47,6 pies)   .  Bosco ejecutó este diseño con la ayuda del escultor Fetisov.[3]
- Un mosaico en Lenin Memorial Center en Ulyanovsk .
- La composición Energía para la gente en la central hidroeléctrica de Volga .
- La pintura Labor Hall of Fame en la planta de automóviles Volga en Tolyatti.
- Y otras pinturas, mosaicos y vidrieras en Volgogrado , Uralsk , Samara , Tolyatti y otras ciudades.[2]

Después del colapso de la Unión Soviética, Bosco se volvió más hacia la pintura de retratos. Entre sus obras se encuentran retratos de los arquitectos Levitan y Pryadihina, los artistas Egidisa y Nazarova, una serie de retratos de científicos, geólogos y profesores de la Universidad Estatal de Moscú, y la pintura "O Days of Harsh Holy Memory", un retrato de primera línea. La médica ordenada Mary Rokhlina fue ejecutada por el 60 aniversario de la victoria en la Gran Guerra Patriótica. 
Yuri Bosco ha participado en diversas exposiciones de arte. Las pinturas de Bosco se encuentran en museos y galerías de arte en Moscú (incluida la Galería Tretyakov), San Petersburgo, Samara, Tolyatti, Volgogrado, Nizhny Novgorod, Perm y en el extranjero. Su trabajo ha sido presentado al público en Alemania, Polonia, Estados Unidos, Gran Bretaña, Francia, Japón, China y Bulgaria, así como en muchas ciudades rusas. En 2006, la Casa Central de Artistas de Moscú organizó una exposición conjunta de obras de Bosco y su hija, Anna Bosco. 
En 1978, Bosco fue nombrado profesor de dibujo en el Instituto de Arquitectura de Moscú.
En 2005, Natalia Dolinskaya publicó una retrospectiva de libros de café de las obras de Bosco.